# Ria (jméno)
Ria je ženské jméno. Jde o zkráceninu jména Marie (Maria), to jest milovaná bohem, hořká, moře hořkosti, paní moře, kapka moře, krásná, odkazovatelka. Původ jména je hebrejský a svátek má 12. září. Domácí podoby nesou varianty: Rianka, Riuška, Riječka, Rijka, Riana, Riu, Riuše, Riana apod.
V České republice žilo k roku 2017 116 lidí se jménem Ria, což z tohoto jména činilo 994. nejoblíbenější jméno. Nejvíce nositelů jména Ria jsou ročníky 1974. Českými domácími podobami jsou Rianka, Riuška, Riječka, Rijka a další. Jmeniny mohou spadat na Marii, tedy na 12. září. V roce 2016 žilo v Česku 62 nositelek jména Riana, 116 nositelek jména Ria a 6 nositelek jména Rianna.